# 婚內情
《婚內情》（英語：Till Death Do Us Part），是香港電視娛樂所製作的時裝愛情電視劇，於2019年4月29日至6月7日，逢星期一至五21:30於ViuTV播出。劇集由鄧萃雯、陳錦鴻、廖碧兒、談善言及林德信聯合主演。

## 故事大綱
藝術品商人兼收藏家馬淑湘（鄧萃雯 飾）與丈夫愛情小說作家孫逸（陳錦鴻 飾）結婚二十周年，決定委託插畫師許或然（談善言 飾）將她和孫逸共同走過的這些年畫成十幅畫作，以作紀念。籌備期間，孫逸及許或然漸生情愫。馬淑湘發現二人關係，亦同時發現自己患上癌症。馬淑湘找回多年沒有聯絡的妹妹馬淑媛（廖碧兒 飾）協助自己力挽狂瀾，豈料孫逸與馬淑媛一直暗中往來。另一方面，馬淑湘與一直暗戀她的主診醫生林若德（林德信 飾）也發展出一段親密關係。

## 角色列表

### 主要角色
| 演員                    | 角色   | 簡介 | 出場集數                                |
| 鄧萃雯 （青年：郭爾君） | 馬淑湘 | Sharon 孫逸之妻，於第30集離婚 林若德之病人，後為女友 馬淑媛之姊 沐目畫廊負責人、浮島出版社大股東 藝術品商人、收藏家兼策展人 委託許或然繪畫與孫逸結婚二十週年的畫作 年輕時為了得到孫逸而叫馬淑媛到外國學廚藝 曾經懷孕，但因工作過分操勞而流產 於第6集被診斷患有肺腺癌，第21集證實康復 於第17集起出現情緒化症狀 於第19集期望馬淑媛能在自己死後於孫逸一起 於第21集透過Jason得知許或然是同性戀者 於第31集自殺不遂                                                          | 第1集起                                 |
| 陳錦鴻 （青年：黃溢濠） | 孫 逸  | 作家，筆名逸出 馬淑湘之夫，於第30集離婚 喜歡許或然，於第30集向其求婚，第31集被悔婚 馬淑媛之姐夫，後為丈夫 以愛情小說《海岸線上》出道，其他作品包括《走鋼線》、《櫻花樹下》、《那遙遠的天空》、《呼喚深海》等，《雪國旅人》是暫時最後一本出版的小說。 其後跟從馬淑湘建議，成為愛情專家，不時舉辦愛情研習講座，近作多圍繞如何經營戀愛關係 與馬淑媛結婚後，再度轉型 事隔多年正重新開始寫小說，書名《雙城戀》 於第30集中止與浮島出版社的合作，改為與昕頎合作出版《雙城戀》 | 第1集起                                 |
| 廖碧兒 （青年：陳凱詠） | 馬淑媛 | 咖啡店老闆娘 第15集才揭曉她為馬淑湘之妹 曾於南美洲流浪一年 威脅林若德交代馬淑湘服用的藥物 年少時曾單戀孫逸，於第19集在馬淑湘說服下與孫逸復合 於第27集發現馬淑湘已康復，第29集向孫逸說明真相 於第31集在馬淑湘與孫逸離婚後成為孫逸之妻 | 第4至6集、 第10集、第13集、 第15至31集  |
| 談善言                  | 許或然 | 插畫師 同性戀者 昕頎之好友 喜歡馬淑湘 Jan之女友，但因認為她出軌而選擇悔婚 欣賞Frida的為人而視其為偶像並學習畫畫 曾於法國居住 表面上是馬淑湘與孫逸之間的第三者，實際上是為了報復孫逸 於第27集假裝懷孕挽留孫逸 於第30集答應孫逸的求婚，但於第31集由昕頎公開其報復孫逸的事實 | 第1至18集、 第20集、 第22至31集         |
| 林德信                  | 林若德 | Peter 馬淑湘的家庭醫生 單戀馬淑湘，於第31集成為其男友 在夏威夷讀書時玩音樂 因向馬淑湘開藥物Defalumab而與其師父反目，第23集和好 其母親患有肺結核 | 第3集、 第5至17集、 第21集、 第23至31集 |

### 常規角色
| 演員   | 角色     | 簡介 | 出場集數                                                                                  |
| 柯煒林 | 昕頎     | 出版社編輯 同性戀者 許或然大學時認識的好朋友，相識至今十年 與Cyrus在健身室重遇後復合 及時行樂，很多事情做了才算                                  | 第2至3集、 第5至8集、 第10至11集、 第13集、第27集、 第28集(聲音)、 第29至31集             |
| 麥少瑜 | Linda    | 沐目畫廊職員 崇拜日本天才畫家池田學 於第17集被馬淑湘發現想跳槽 於第31集接手沐目畫廊                                                              | 第1集、 第4至5集、 第9集、 第11至17集、 第19至20集、 第25至27集、 第31集                  |
| 強 尼  | 陳可才   | 浮島出版社編輯，與孫逸合作多年 對馬淑湘入股浮島出版社感不滿，但因育有一女兒而打消辭職的念頭 於第21集向孫逸坦白是馬淑湘要求隱瞞《雪國旅人》的銷量 | 第2集、 第5至6集、 第8集、 第10至11集、 第13集、第15集、 第17集、 第20至22集、 第29至31集 |
| 袁富華 | 徐醫生   | 腫瘤科專家，馬淑湘的主診醫生 林若德於瑪麗醫院實習時的師父 其妻子患有腮腺癌                                                                       | 第6集、 第8至9集、 第11至14集、 第16集、第23集                                            |
| 徐肇平 | Tim      | 單戀馬淑媛，二人關係親密 經常在馬淑媛的咖啡店幫工 前後四次向淑媛求婚均被拒絕 於第30集選擇放棄追求馬淑媛，返回美國照顧父母                        | 第17至18集、 第22至23集、 第25至26集、 第30集                                             |
| 吳浣儀 | 解籤師傅 | | 第5集、第11集、 第24集、第29集                                                            |
| 盧慧敏 |          | 其任職的彩虹團體參與沐目畫廊的藝術巴士計劃 許或然的舊友                                                                                          | 第10集、第22集、 第31集                                                                   |

### 其他角色
| 演員                 | 角色      | 簡介                                                                                                  | 出場集數   |
| 許碧姬               |           | 路人畫家，馬淑湘花言巧語買下她的畫                                                                    | 第1集      |
| 陳安立               | Markus    | 畫廊客人，買下馬淑湘花言巧語推銷的畫                                                                  | 第1集      |
| 劉錫賢               | 譚偉晨    | 孫逸婚姻研習講座嘉賓，講座期間心臟病發逝世                                                            | 第1集      |
| 陳安瑩               | 晨 嫂     | 孫逸婚姻研習講座嘉賓，年輕時曾拍攝風月電影 於第31集逝世                                               | 第1至2集   |
| 練美娟               |           | | 第3集      |
| 甘國衛               |           | | 第6集      |
| 曾美華               | Amanda    | 同流出版副總編                                                                                        | 第7集      |
| 羅伊婷               | Charmaine | 孫逸的書迷，孫逸與許或然擅闖的派對主角                                                                | 第8集      |
| 李嘉豪（改名：李爾晨 | Cyrus     | 昕頎的前度，曾因找到有錢契爺而離棄昕頎 與昕頎在健身室重遇後復合                                       | 第10至11集 |
| 魯文傑               | 大甘      | 舞台劇「二人餐」演員                                                                                  | 第13集     |
| 李 敏                |           | 舞台劇「二人餐」演員                                                                                  | 第13集     |
| 康子妮               |           | 藝術巴士計劃參加者                                                                                    | 第14集     |
| 陳彥靜               |           | 藝術巴士計劃參加者                                                                                    | 第14集     |
| 杜小喬               | 山田小姐  | 池田學的經紀                                                                                          | 第16集     |
| 英健朗               |           | Linda的好友                                                                                           | 第17集     |
| 陳湛文               | Jason     | 法國餐廳負責人 於法國居住時成為許或然的鄰居而熟絡                                                     | 第20至21集 |
| 甘國衛               |           | 處理馬淑湘與孫逸離婚的律師                                                                            | 第30集     |
| 黃文慧               | Lucy      | 孫逸的母親 先後結過四次婚                                                                             | 第31集     |
| 吳海昕               | Jan       | 許或然的未婚妻 許或然認為她出軌而悔婚，公開羞辱她 實際上是為了與許或然擁有自己的孩子 因眾叛親離而自殺 | 第31集     |
| 麥詠楠               |           | | 第31集     |
| 黃奕晨               |           | 畫廊客人                                                                                              | 第31集     |

## 每集列表
| 集數 | 標題       | 播出日期      | 編劇                   | 初期標題／備註                                                         |
| ---- | ---------- | ------------- | ---------------------- | ---------------------------------------------------------------------- |
| 1    | 序章       | 2019年4月29日 | 曾憲寧                 | 看似恩愛夫妻                                                           |
| 2    | 第二章     | 2019年4月30日 | 曾憲寧                 | 閲讀「逸出」舊作品                                                     |
| 3    | 第三章     | 2019年5月1日  | 蔡素文、劉國瑞、曾憲寧 | 許或然益發好奇                                                         |
| 4    | 第四章     | 2019年5月2日  | 蔡素文、劉國瑞、曾憲寧 | 逸懷念寫小說的日子                                                     |
| 5    | 第五章     | 2019年5月3日  | 劉國瑞、曾憲寧         | 馬淑湘生命進入倒數                                                     |
| 6    | 第六章     | 2019年5月6日  | 劉國瑞、曾憲寧         | 馬淑湘病情急轉直下                                                     |
| 7    | 第七章     | 2019年5月7日  | 楊兩全、劉國瑞、曾憲寧 | 孫逸買了工作室預備偷食                                                 |
| 8    | 第八章     | 2019年5月8日  | 楊兩全、劉國瑞、曾憲寧 | 孫逸背病妻偷食                                                         |
| 9    | 第九章     | 2019年5月9日  | 駱競茵、劉國瑞、曾憲寧 | 孫逸與許或然拍拖培養感情                                               |
| 10   | 第十章     | 2019年5月10日 | 駱競茵、劉國瑞、曾憲寧 |                                                                        |
| 11   | 第十一章   | 2019年5月13日 | 駱競茵、劉國瑞、曾憲寧 |                                                                        |
| 12   | 第十二章   | 2019年5月14日 | 駱競茵、劉國瑞、曾憲寧 |                                                                        |
| 13   | 第十三章   | 2019年5月15日 | 黃安培、劉國瑞、曾憲寧 |                                                                        |
| 14   | 第十四章   | 2019年5月16日 | 黃安培、劉國瑞、曾憲寧 |                                                                        |
| 15   | 第十五章   | 2019年5月17日 | 黃安培、劉國瑞、曾憲寧 |                                                                        |
| 16   | 第十六章   | 2019年5月20日 | 蔡素文、劉國瑞、曾憲寧 |                                                                        |
| 17   | 第十七章   | 2019年5月21日 | 葉偉平、劉國瑞、曾憲寧 |                                                                        |
| 18   | 第十八章   | 2019年5月22日 | 葉偉平、劉國瑞、曾憲寧 |                                                                        |
| 19   | 第十九章   | 2019年5月23日 | 楊兩全、劉國瑞、曾憲寧 | 馬淑湘要求馬淑媛同孫逸復合                                             |
| 20   | 第二十章   | 2019年5月24日 | 楊兩全、劉國瑞、曾憲寧 |                                                                        |
| 21   | 第二十一章 | 2019年5月27日 | 楊兩全、劉國瑞、曾憲寧 | 陳可才告訴孫逸，馬淑湘要求他隱瞞孫逸小說的好銷量，避免孫逸再出軌找靈感 |
| 22   | 第二十二章 | 2019年5月28日 | 楊兩全、劉國瑞、曾憲寧 | 馬淑湘試探許或然是否雙性戀和喜歡她                                     |
| 23   | 第二十三章 | 2019年5月29日 | 蔡素文、劉國瑞、曾憲寧 | 林若德喜歡年長的女病人因為像他肺癆病逝的媽媽                           |
| 24   | 第二十四章 | 2019年5月30日 | 蔡素文、劉國瑞、曾憲寧 |                                                                        |
| 25   | 第二十五章 | 2019年5月31日 | 蔡素文、劉國瑞、曾憲寧 |                                                                        |
| 26   | 第二十六章 | 2019年6月3日  | 劉國瑞、曾憲寧         |                                                                        |
| 27   | 第二十七章 | 2019年6月4日  | 葉偉平、劉國瑞、曾憲寧 |                                                                        |
| 28   | 第二十八章 | 2019年6月5日  | 葉偉平、劉國瑞、曾憲寧 | 許或然假扮懷孕，與孫逸復合                                             |
| 29   | 第二十九章 | 2019年6月6日  | 曾憲寧                 | 孫逸知道馬淑湘瞞騙癌症已康復，決定離婚                                 |
| 30   | 第三十章   | 2019年6月7日  | 曾憲寧                 | 馬淑媛向林若德獻計，成功勸馬淑湘簽紙離婚。孫逸與許或然籌備婚禮         |
| 31   | 最終章     | 2019年6月9日  | 曾憲寧                 | 大結局，片長60分鐘                                                     |

## 音樂

### 原創主題曲
| 歌名     | 歌手           | 作曲              | 填詞   | 編曲    | 監製                      | 聯合監製          |
| -------- | -------------- | ----------------- | ------ | ------- | ------------------------- | ----------------- |
| 快樂到死 | 黃耀明、關淑怡 | 亞里安 @ 人山人海 | 周耀輝 | Minimal | 黃耀明、蔡德才 @ 人山人海 | 亞里安 @ 人山人海 |

### 其他歌曲
| 歌名                                | 歌手   | 作曲           | 填詞          | 編曲        | 監製           | 來自專輯   | 推出年份 | 出現集數 |
| ----------------------------------- | ------ | -------------- | ------------- | ----------- | -------------- | ---------- | -------- | -------- |
| 春光乍洩                            | 黃耀明 | 黃耀明、蔡德才 | 林 夕         | 蔡德才      | 黃耀明、蔡德才 | 愈夜愈美麗 | 1995     | 第11集   |
| Can't Help Falling In Love With You | 林德信 | Elvis Presley  | Elvis Presley |             |                |            |          | 第12集   |
| 曖昧                                | 王菲   | 陳小霞         | 林 夕         | Adrian Chan | 梁榮駿         | Di-Dar     | 1995     | 第19集   |

## 製作團隊
| - 導演：麥家威、劉國瑞、曾憲寧 - 副導演：賴永昌、蘇莎朗、李嘉儀 - 監製：南方舞廳 - 編審：南方舞廳 - 編劇：曾憲寧、蔡素文、劉國瑞、楊兩全、駱競茵、黃安培、葉偉平 - 製片：周俊傑 - 製作統籌：張嘉明 - 執行製片：李碧兒 - 助理製片：余穎欣、吳雪盈 - 攝影師：趙潤森、單潤正、曾玉玫、周康年、曹泳岐 - 攝影助理：袁曉楓、梁俊安、葉永城、梁永威、嚴俊彤、嚴家俊、Philip Kwok - 燈光：Kiki Chan、謝健維、林立琪、嚴永棠、陳 昇 - 收音：劉志剛、錢 雷 - 原創音樂：黃丹儀 - 配音混錄：iZone Sound Design Limited | - 美術指導：趙丹琪 - 美術助理：黃振強、馮婷芝、倫耀君 - 服裝指導：盧敏兒 - 助理服裝：陳慧珊、余綺明 - 化妝及髮型指導：雷淑賢 - 化妝：蔡慧雯、羅敏虹、鄭慧珊 - 髮型：溫發耀、孫耀榮、劉雄輝、任柏俊 - 道具：陳國傑、楊 其、陳善勇 - 臨時演員帶隊：江碧君 - 劇務：朱耀昌 - 後期製作：eleven Productions Limited - 剪接：黃耀文、黃家達@EKA Design Room - 視覺特效：李詩瑋@EKA Design Room - 片尾設計：黃耀文 - 海報／字款設計：Wai hung@whtihvdone |

## 評價
直至2022年2月上旬，此劇在豆瓣網的評分為7.6分，共有1,308人評價。

## 軼事
而本劇的主題曲「快樂到死」更是黃耀明及關淑怡於24年後再次合作的作品。

## 外部連結
- ViuTV《婚內情》官方節目重溫 （页面存档备份，存于）
- 《婚內情》主題曲 - 快樂到死（MV）的Facebook專頁
- 《婚內情》主題曲 - 快樂到死（訪問及花絮）的Facebook專頁
- 豆瓣电影上《婚內情》的資料 （简体中文）

## 作品的變遷
| 香港 ViuTV 星期一至五 21:30－22:00 · 6月9日 22:00－23:00 | 香港 ViuTV 星期一至五 21:30－22:00 · 6月9日 22:00－23:00 | 香港 ViuTV 星期一至五 21:30－22:00 · 6月9日 22:00－23:00 |
| --- | -------------------------------------------------------- | -------------------------------------------------------- |
| | 婚內情 （2019年4月29日－2019年6月7日）                   |                                                          |
| Good Night Show Mirror Go （逢星期一 21:45－22:30） （2018年12月10日－2019年4月22日）Good Night Show 發洩擂台 （逢星期二至三 21:45－22:30） （2018年12月11日－2019年4月24日）Good Night Show 個個得把口 （逢星期四至五 21:45－22:30） （2018年11月22日－2019年4月26日） | 教束 （2019年6月10日－2019年7月5日）                     |                                                          |
| 香港 ViuTV 星期六 13:30－16:00（連續播映五集） |                                                          |                                                          |
| Chill Club （第72集） （2021年3月20日）煮吧！換咗我阿媽 2 （第1－10集） （2021年1月9日－2021年3月20日）（14:30－15:00）Good Night Show 全民星戰 （第1－30集） （2020年8月15日－2021年3月20日）（15:00－15:45）Girls' Talk （－2021年3月20日）（15:45－16:00）           | 婚內情 （第1－5集） （2021年3月27日）                    | 短暫的婚姻 （2021年4月3日）                              |

| 加拿大 新時代1台 星期六 21:45－23:30 | 加拿大 新時代1台 星期六 21:45－23:30  | 加拿大 新時代1台 星期六 21:45－23:30 |
| ------------------------------------ | ------------------------------------- | ------------------------------------ |
|                                      | 婚內情 （2019年5月18日－7月6日）      |                                      |
| 被告人                               | 教束 （2019年7月13日－2019年8月10日） |                                      |